# Сеоска учитељица
Сеоска учитељица је други по реду роман српског књижевника Светолика Ранковића, објављен 1898. У њему се приповеда индивидуална историја главне јунакиње, младе учитељице Љубице, која након завршене школе добија запослење у једном селу, где долази пуна нада, идеала и заноса о просвећивању српског становиштва. Међутим, први додири са сеоском средином доносе јој велика разочарања. Сељаци су непријатељски настројени према школи, јер им одвлачи децу од сеоских послова, локална самоуправа је поткупљива и неправедна, а и сама јунакиња се осећа заробљеном у браку са доброћудним, али незанимљивим учитељем Гојком. Централни мотиви романа су порушени идеали, изневерена велика очекивања, неефикасност и подмитљивост бирократије, несрећни брак, прељуба и љубомора. Попут друга два Ранковићева романа, Горског цара и Порушених идеала, Сеоска учитељица се одређује као роман личности  и психолошки роман.
Са становишта историјске периодизације, Сеоска учитељица припада епоси реализма, тачније његовој последњој фази раслојавања. Друштвена стварност је приказана као суморна и мрачна, пуна бескруполозних појединаца, а слика сеоског живота далеко је од било какве идеализације, којој су претходни српски реалистички писци били склони. Због представљања сложених психолошких стања јунака и употребе технике унутрашњег монолога у приповедању, Сеоска учитељица је утврдила Ранковића као родоначелника психолошког романа у српској књижевности.

## Радња
Главна јунакиња је млада учитељица Љубица, која након завршене школе добија запослење у једном селу, где долази пуна нада, идеала и заноса о просвећивању српског становиштва. Међутим, први додири са сеоском средином доносе јој велика разочарања. Сељаци су непријатељски настројени према школи, јер им одвлачи децу од сеоских послова, локална самоуправа је поткупљива и неправедна, а и сама јунакиња се осећа заробљеном у браку са доброћудним, али незанимљивим учитељем Гојком. Учитељица Љубица, велики сањар и идеалиста, тражи бег од таквог живота у ванбрачној вези са учитељем Влајком, Гојковим другом и великим женскарошем. По Гојковој смрти Љубица се преудаје за Влајка, али бива несрећна јер ће и сама бити преварена. Љубичини идеали о срећном животу и браку тиме су порушени и она извршава самоубиство.